# Mendidius baigakumi
Mendidius baigakumi är en skalbaggsart som beskrevs av Koshantschikov 1911. Mendidius baigakumi ingår i släktet Mendidius och familjen Aphodiidae. Inga underarter finns listade i Catalogue of Life.